# 沃洛遗址
沃洛遗址，位于山东省枣庄市峄城区峨山镇沃洛村，是中华人民共和国山东省文物保护单位之一。
2006年12月7日，授予山东省文物保护单位，是一座古遗址。